# Can Llampallas
Can Llampallas és una masia del municipi de les Franqueses del Vallès (Vallès Oriental) inclosa en l'Inventari del Patrimoni Arquitectònic de Catalunya.

## Descripció
Masia d'estructura basilical. Hi ha adossat un conjunt d'edificis d'estructura complexa. La façana principal, orientada a migdia, és simètrica, en el centre un portal adovellat amb una finestra al damunt que junt amb una altra finestra de dimensions més reduïdes marquen l'eix de simetria. Consta de tres crugies i tres pisos d'alçada en el cos central i dos en els laterals. L'estructura basilical no ho és en tota l'allargada de la casa, a la cara Nord hi ha un cos cobert a dues vessants desiguals. Aquesta és de palets de riu sense arrebossar.

## Història
A la parròquia de Llerona es conserva documentació al s. XIII on apareix el non de Llampallas. En el fogatge de 1553 apareix Antoni Peresa de la casa d'en Llampallas. No es té cap notícia que faci referència a la construcció de la casa. A l'interior de la casa hi ha gravada la data de 1661, és probable que aquesta correspongui a la reforma o construcció de la casa actual. Sembla que el cos principal correspon a un únic moment constructiu, mentre que la resta podrien ser afegits posteriors.